# Dana Point
Dana Point város az USA Kalifornia államában, Orange megyében. Lakosainak száma 33 107 fő (2020. április 1.).

## Népesség
A település népességének változása:

| 2010 | 33 351 |
| 2020 | 33 107 |